# Middlesex County Football League
Middlesex County Football League je fotbalová soutěž v Anglii, hrají ji týmy ze středního, severního a západního Velkého Londýna. Soutěž byla založena v roce 1984 a zpočátku měla pouze jednu divizi, i když se od té doby značně rozšířila. V současnosti má celkem sedm divizí. Jde o jedenáctou až třináctou ligu. Z ligy se postupuje do Combined Counties Football League a Hellenic Football League. Liga je sponzorována Cherry Red Books.